# جشنواره یهودی منوهین

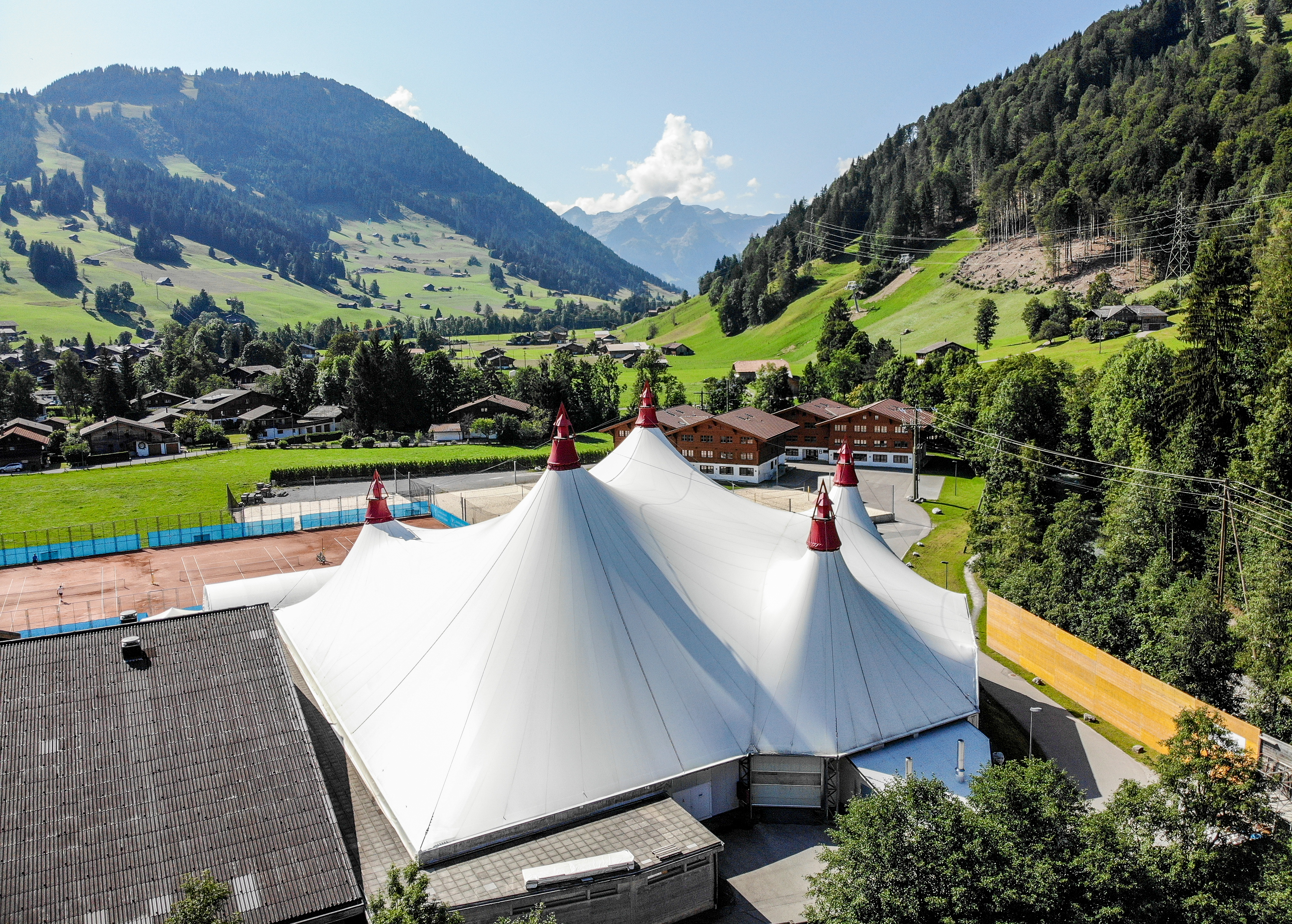
محل فستیوال موسیقی

جشنواره یهودی منوهین (انگلیسی: Menuhin Festival Gstaad) یک فستیوال موسیقی است که توسط یهودی منوحین بنیانگذاری شد و به‌طور سالانه از سال ۱۹۵۷ در فصل تابستان در فرودگاه سوئیس در شهر Gstaad برگزار می‌شود.
خانواده یهودی منوهین در سال ۱۹۵۷، در این شهر ساکن شد. در حال حاضر بیش از ۵۰ کنسرت در این محل برگزار شده با مجموعه ای از تکنوازان و گروه‌های مختلف هنری.
در سال ۲۰۱۲، اولین کنسرت جولیا فیشر، ویولونیست بریتانیایی در کلیسا سنان برگزار شد. همچنین دیگر هنرمندان مشهور جهان مانند نوازنده پیانو آندراس شیف، چچیلو بارتولی و نوازنده چلو سول گابتا.